# Blaq Diamond
Blaq Diamond è un duo musicale sudafricano formatosi nel 2011. È costituito dai musicisti Ndumiso Mdletshe e Sphelele Dunywa.

## Storia del gruppo
I Blaq Diamond hanno pubblicato il loro primo album in studio, intitolato Inqola, nel 2017. Sono stati premiati nella categoria di artista dell'anno ai South African Music Awards. Hanno in seguito ottenuto la nomination per il miglior gruppo agli MTV Africa Music Awards, in seguito alla popolarità riscossa dal secondo LP Umuthi (2020).
La Recording Industry of South Africa ha assegnato al duo una certificazione di platino, equivalente a 20 000 unità vendute, per il brano Qoma.

## Formazione
- Ndumiso Mdletshe – voce
- Sphelele Dunywa – voce

## Discografia

### Album in studio
- 2017 – Inqola
- 2020 – Umuthi
- 2024 – Zulu Romance

### Singoli
- 2020 – Summer Yomuthi
- 2021 – Messiah (feat. Dumi Mkokstad)
- 2021 – Ama Criminal Records
- 2021 – Italy
- 2022 – Ilanga
- 2023 – iCareer (con Umuthi)
- 2023 – Ukuthi uyazi
- 2023 – Impi yothando
- 2023 – Ifoni (con Inkos'yamagcokama)
- 2023 – Izikweletu (con DJ Mariphosa e Tman Xpress)